# Dragutin Gorjanović-Kramberger
Dragutin Gorjanović-Kramberger (Zagreb, 25. listopada 1856. – Zagreb, 22. prosinca 1936.) bio je hrvatski paleontolog, arheolog i geolog.
Rođen je u Zagrebu 25. listopada 1856. Tu je završio osnovno školovanje, zatim četiri razreda velike realke, te dio preparandije (učiteljske škole). Tada upisuje studij prirodnih znanosti u Zürichu, no ubrzo prelazi na sveučilište u München znamenitom anatomu i paleontologu profesoru Karlu Zittelu. Godine 1879. doktorirao je disertacijom o fosilnim ribama u Tübingenu. 1880. godine vratio se u Zagreb, primljen je u Narodni muzej k prof. Pilaru. Dvije godine potom kao dobar hrvatski rodoljub, sukladno cjelokupnom tadašnjem ozračju, promijenio je svoje njemačko prezime u Gorjanović. Uz karijeru muzealca, od 1883. godine započeo je i karijeru sveučilišnog nastavnika predajući najprije paleontologiju kralješnjaka, a od 1886. godine cijelu paleontologiju. Vrlo mlad, 1891. godine izabran je za dopisnog člana Jugoslavensku akademije znanosti i umjetnosti. Baveći se poglavito paleontologijom, već u tom razdoblju, do kraja 90-ih godina, objavio je više od 50 radova u uglednim europskim časopisima. Usporedo s tim aktivnostima, Gorjanović-Kramberger je, nakon smrti suradnika i mentora prof. Pilara 1893. g., radio i na osnivanju te vođenju znanstvenih institucija u Hrvatskoj vezanih uz geologiju i paleontologiju. Otkrio je, opisao i sistematizirao velik broj novih vrsta, rodova i porodica fosilnih riba, odredivši njihovu starost, životni okoliš i filogenetske odnose. Proučavao je i druge skupine organizama, fosilne guštere, sisavce, i dr. Već tada, smiono i razložno ulazio je u rasprave sa starijim i tada poznatijim autoritetima iz poznatih znanstvenih središta, o čemu govore i mnoga sačuvana pisma. Ona ujedno svjedoče o uvažavanju na koje je Gorjanović-Kramberger nailazio već kao mlad znanstvenik. 
Slava i zasluge D. Gorjanovića-Krambergera ipak su najviše vezane uz otkriće i obradu praljudi iz Krapine. Potkraj kolovoza 1899. godine on je, naime, otkrio u Krapini znanstveno vrlo važno pretpovijesno nalazište ljudskih kostiju, pepela, oruđa, kamenog krša i sl. Bitno je pri tom da se našao stručnjak koji je otprve osjetio o čemu je riječ i kako nalazištu pristupiti. Iscrtani geološki profili i crteži u njegovu radnom notesu svjedoče o pristupu koji je daleko iznad ondašnjih europskih postupaka pri iskopavanju sličnih nalazišta. Već 1899. vijest o otkriću brzo se iz Zagreba proširila europskim središtima. Gorjanović je odmah među ostacima kostiju uočio veliku morfološku raznolikost, ustanovio da tu ima kosti djece, odraslih, robustnih i gracilnih oblika. Ta varijabilnost oblika pružila mu je uporište za tumačenje evolucijskih promjena do kojih je došlo na kostima fosilnih i današnjih ljudi. Njegov nalaz bio je odlučujuća potpora da se napokon odbaci mišljenje prema kojem je anatomija dotad poznatih kostiju fosilnih ljudi u Europi bila posljedica raznih koštanih oboljenja. Isto tako, opovrgao je tvrdnju velikog G. Cuviera da fosilni čovjek nije uopće postojao. Gorjanovićevo nalaziše postalo je svjetski poznato i bilo je znanstveni dokaz o postojanju tzv. Homo primigeniusa o kojem je Gorjanović pisao. 
Gorjanović je u znanosti o čovjeku bio pridošlica i mnogi su izrazili sumnju u njegove tvrdnje. Zato je on odmah pristupio vrlo zamršenom poredbenom proučavanju kostura današnjih ljudskih oblika u muzejima Beča i Budimpešte. U tu svrhu, u istraživanju fosilnih kostiju, na samom pragu 20. stoljeća, uveo je i primijenio neke posve nove, izvorne metode. Da bi dokazao arhaičnost i istodobnost ljudskih i životinjskih ostataka, određivao im je starost po sadržaju fluora. U proučavanju unutrašnje građe okamenjenih kostiju prvi se poslužio tek otkrivenim (1895) rendgenskim zrakama. Ubrzo su mu se javljali vodeći antropolozi i anatomi tog doba zanimajući se za mnoge pojedinosti. Neki su, dapače, htjeli da im kosti ustupi, arogantno pomišljajući da je otkrivač ignorant koji i ne razumije važnost nalaza. U Zagreb je smjesta dohrlio veliki njemački autoritet u anatomiji i paleoantropologiji H. Klaatsch koji se lako uvjerio u Gorjanovićevu kvalificiranost. Sljedećih desetljeća on će se, međutim, s Gorjanovićem često razići u objašnjenju mnogih pitanja oko ovog nalaza. No, i danas, Klaatsch se u literaturi spominje po zabludama i pogrešnim postavkama, a Gorjanović po ispravnom prosuđivanju. 
Osim mnogobrojnih studija, članaka, prikaza, Gorjanović je rezultate svojih iskapanja i istraživanja krapinskog nalazišta iznio u velikoj monografiji o "diluvijalnom čovjeku iz Krapine", Der Diluviale Mensch von Krapina in Kroatien, Wiesbaden 1906. I po sudu najpozvanijih stručnjaka današnjice, bio je to dotad najiscrpniji prikaz fosilnog čovjeka, a Gorjanovićev opis fosilnih koštanih ostataka jedan je od najboljih ikad objavljenih o paleontologiji čovjeka. Uz osteologiju pračovjeka monografija sadrži geološke i stratigrafske podatke, te prethodnu raspravu o arheološkim i faunističkim ostacima. Gorjanović je zaključio da su fosilni ostaci u krapinskoj polušpilji istaloženi tijekom zadnjega velikog međuledenog razdoblja. Najnovijim analizama to je potvrđeno. O njegovim zaključcima glede relativne starosti neki su posumnjali, no najnovije analize određivanja apsolutne starosti pokazuju da je imao pravo. Gorjanović je od 1899. god. do 1929. god. o "svojim krapincima" objavio 53 znanstvene rasprave. Obradio je razne njihove značajke, ali i usporedbu tih neandertalaca sa svim poznatim mu nalazima. Začudno je kako je već dvadesetih godina uvelike dvojio o autentičnosti Piltdownskog čovjeka, za koji se kasnije jasno pokazalo da je riječ o vještoj krivotvorini. 
U svojoj polustoljetnoj karijeri znanstvenika dvorski savjetnik, redovni sveučilišni profesor, neumorni muzealac i ravnatelj Geološko-paleontološkog muzeja, jedan od utemeljitelja Hrvatskoga naravoslovnog družtva akademik D. Gorjanović-Kramberger objelodanio je više od tri stotine radova. Najzaslužniji je i za utemeljenje Geologijskog povjerenstva za Kraljevinu Hrvatsku i Slavoniju, ustanove koja je kao služba bila od posebnoga narodnoga interesa, koja je kasnije prerasla u sadašnji Geološki zavod. 
Po Gorjanovićevu sudu, ostatci pračovjeka iz Krapine dokazuju da su neandertalci bili predci današnjih ljudi. Rijetki su se s njime tada složili, a najizravniju potporu pružio mu je njemački anatom Gustav Schwalbe. Kasnije, krajem 20-ih godina ovoga stoljeća, Gorjanovićeve nazore elaborirat će uvelike znameniti američki antropolog češkog podrijetla Aleš Hrdlička. Iako je to zapravo Gorjanović, Hrdlička se smatra utemeljiteljem tzv. unilinearne sheme o evoluciji ljudskog roda. Desetljeća kasnije te ideje slijedio je Franz Weidenreich, čovjek kome dugujemo obradu i temeljne spoznaje o pekinškom pračovjeku. On je jednu svoju monografiju, kao svome uzoru, posvetio upravo hrvatskom znanstveniku Gorjanoviću. 
Velikih sljednika Gorjanovićeva znanstvenog opusa ima više danas negoli u prošlosti. Njegovo ime u svijetu paleoantropologije i danas se često citira i on je zasigurno naš najnavođeniji prirodoslovac. 
Ako se priklonimo tvrdnji suvremenog engleskog povjesnika znanosti A. Desmonda kako "znanstvenici ne djeluju u zrakopraznom prostoru, nego su i oni odraz svoje šire kulture", onda je osobnost i znanstvena djelatnost Gorjanovića, u europskim i svjetskim okvirima, ipak refleksija njegove zagrebačke, hrvatske i srednjoeuropske kulture. Ne smijemo, naime, smetnuti s uma kako je Gorjanovićeva znanstvena djelatnost, proučavanje biološkog podrijetla čovjeka, zadirala u same temelje europskog tradicijskog nauka i intelektualne misli. Ona se kosila sa svjetonazorom i osjećajima mnogih pojedinaca i zajednica. No, suprotno mnogima u širokom svijetu, manje u nas, on nije neutemeljeno širio staze svog intelektualnog djelovanja. Premda su kušnje slave, posebice u njegovoj znanosti, uvijek podvrgnute skretanju, on je do smrti sačuvao primjeran znanstveni autoritet, nikad ne zadirući u područja i uvjerenja drugih. 
Nevidljive odrednice ovakva Gorjanovićeva ponašanja možda su upravo proizašle kao plod male znanstvene sredine i male zemlje Hrvatske iz koje je uvijek s mukom i ustrajno, biološki rečeno, imajući posebne prilagodbe, trebalo kročiti u europska obzorja. Njegova kultura, njegov životopis i sav znanstveni opus kao da su tako različiti od ideologiziranih sklopova velikih naroda i njihovih znanstvenika, od sklopa npr. Haeckelova u Njemačkoj ili Huxleyeva u Engleskoj. Posve dobro upoznat sa znanstvenom djelatnošću velikih europskih središta, Gorjanović se nije olako priklanjao autoritetima, već je u svome Zagrebu sačuvao i razvio samosvojni put znanstvenog promišljanja. Talentu se priključila velika radišnost i ustrajnost, pa otuda možda iznalaženje uvijek novih pojedinosti, metodološke inovacije i originalne spoznaje. I tako, njegovo veliko otkriće nije samo smiješak sreće nego i poklon radišnom velikanu znanosti koji je taj dar najbolje znao ugraditi u kulturnu i znanstvenu baštinu Hrvatske i Svijeta. 
D. Gorjanović-Kramberger, obasut priznanjima i slavljen, umro je u Zagrebu 22. prosinca 1936. godine.
Godinu 2006. UNESCO obilježava kao godinu Dragutina Gorjanovića-Krambergera.

## Zanimljivosti
- U njegovu čast imenovan je rod Gorjanovicia, kao što su i mnogo vrste, poput: Portunatasaurus krambergeri, Orygoceras gorjanovici i Zonites gorjanovici.

## Vanjske poveznice
- (engl.) Krapina Early Man  Arhivirana inačica izvorne stranice od 31. ožujka 2009. (Wayback Machine)
- (engl.) Krapina Cave
- (engl.) Archaeology